# Соломон Кейн
Соломон Кейн (в інших перекладах Соломон Кан; англ. Solomon Kane) — вигаданий персонаж, створений письменником епохи пульпу Робертом Говардом. Пуританин кінця XVI - початку XVIS століття, Соломон Кейн — похмурий чоловік, який блукає світом без видимої мети, крім перемоги над злом у всіх його формах. Його пригоди, опубліковані переважно в пульп-журналі Weird Tales, часто переносять його з Європи в джунглі Африки і назад.
Коли Weird Tales опублікував оповідання «Червоні цвяхи» з Конаном-варваром, редакція представила її як казку про «варварського шукача пригод на ім'я Конан, який вирізняється своєю відчайдушною доблестю і грубою силою. Її автор, Роберт Е. Говард, вже полюбився читачам цього журналу завдяки своїм історіям про Соломона Кейна, суворого англійського пуританина і поборника справедливості».
У фільмі «Соломон Кейн» 2009 року Соломона Кейна зіграв Джеймс Пьюрфой. Персонаж також був представлений у серії коміксів, виданих Marvel з 1973 по 1994 рік і знову з 2008 по 2009 рік.

## Особистість і характер
У своєму оповіданні «Місяць черепів» Роберт Говард описав Кейна так: «Він був людиною, народженою не своїм часом - дивна суміш пуританина і кавалера, з домішкою античного філософа, і більш ніж домішкою язичника, хоча останнє твердження його б невимовно шокувало. Він був атавістом часів сліпого лицарства, мандрівним лицарем у похмурому одязі фанатика. Голод в його душі гнав його далі і далі, бажання виправити всі кривди, захистити все слабше, помститися за всі злочини проти права і справедливості».
Соломон Кейн - глибоко віруючий пуританин. Він характеризується фанатизмом, непохитною вірою та релігійним завзяттям. Його ім'я відсилає до царя Соломона, який був праведним і мудрим. Його мораль є чітко чорно-білою, не допускаючи жодних сірих зон невизначеності. Для Кейна нечестиві є нечестивими, а праведники є праведниками, і між ними немає нічого спільного. Його прізвище, Кейн, є відсиланням до Каїна, першого біблійного вбивці. Це натяк на небезпечну натуру Кейна та його готовність забирати життя інших людей. Як і Конан-варвар, Кейн демонструє загострене почуття лицарства і пристойності, захищаючи невинних і слабких від їхніх злих гнобителів.
Кейн вирушає у нескінченну одіссею, щоб знищити зло і темряву в ім'я Всемогутнього Бога. Здається, він також мало зважає на власне життя і безпеку, віддаючи роки свого життя переслідуванню і вистежуванню злих людей, які заслуговують на покарання. Він є архетипічним мандрівним героєм, який не шукає винагороди за свої вчинки.

## Зовнішній вигляд і комплектація
Соломон Кейн - високий, похмурий чоловік з блідою шкірою, змарнілим обличчям і холодними очима. Кейн - англієць-пуританин XVI століття, якого часто зображують у стереотипному одязі свого часу та культури. Він повністю одягнений у чорне. На ньому крислатий капелюх, шкіряні рукавички, чоботи для верхової їзди, дублет і плащ.
Кейн володіє багатьма різними видами зброї, і його арсенал неймовірно різноманітний. Його основною зброєю є іспанська рапіра, оскільки Кейн майстерний дуелянт і фехтувальник. У своїй руці він часто володіє кортиком, колючим кинджалом шотландського походження. Кейн також оснащений підв'язаних кремневих пістолетів. Одного разу він також використав мушкет.

### Посох Соломона
Під час однієї з його пізніших пригод його друг Н'Лонґа, африканський шаман, дав йому посох джуджу для захисту від зла і для використання як зброї. У «The Footfalls Within» це міфічний жезл Соломона.
Це артефакт, який належав біблійному монарху Стародавнього Ізраїлю Соломону. До цього, коли світ був молодим, атлантські та доадамітські жерці в тихих містах на дні морів використовували посох для боротьби зі злом за мільйони років до народження людства. Посох був старший за Землю та неймовірно потужний, навіть Н'Лонга не знав. З посохом Мойсей творив чудеса перед фараоном і носив його з собою, коли його народ тікав з Єгипту. Протягом століть це був скіпетр Ізраїлю (з Чисел 24:17), і Соломон використовував його для боротьби з магами або захоплення джинів. Посохом може бути жезл Аарона, жезл Мойсея або жезл Асклепія.
Він вирізаний з дерева, якого більше немає на Землі. Посох вкритий старовинними ієрогліфами і гостро загострений на одному кінці, з головою кота на іншому. Голова кота є зображенням Баста, і жерці Баста використовували посох у Стародавньому Єгипті. Голова кота була вирізана з невідомого раніше існуючого декору та додана через довгий час після створення посоха.
За допомогою посоху Кейн може спілкуватися з Н'Лонґою на відстані. Посох також використовувався для знищення вампірів і злих духів. Після тривалого носіння посох наділив Кейна здатністю відчувати потойбічних істот. Коли Кейн потрапляє в полон до рабовласників, Юсеф Хаджі впізнає його і каже, що він старіший за сам світ і володіє могутньою магією.

## Персонажі

### Н'Лонґа
Він - древній шаман доколоніальної Африки, який прагне вивчати магію. У давнину він мандрував світом як раб, таємно навчаючись у різних чаклунів і святих людей Близького та Середнього Сходу. В Юдеї він здобув Посох Соломона, який згодом віддав Соломону Кейну, щоб той допомагав йому в мандрах. Магічні сили Н'Лонґа походять від його здатності висилати свій дух з тіла. Він може заволодівати тілами живих і мертвих, щоб спілкуватися з Соломоном Кейном через Посох Соломона, а також викликати стерв'ятників, посилаючи свій дух на переговори з ними.

### Ле Лу
Ле Лу - французький кримінальний авторитет, якого Кейн кілька років вистежував, щоб помститися за вбивство знайденої ним дівчини присмерті та всього її села. Врешті-решт Кейн вистежує Ле Лу в Африці, де вперше зустрічає Н'Лонґа. Правосуддя вершиться після того, як Кейн вбиває злочинця на дуелі.

### Риб'ячий яструб
Його справжнє ім'я Джонас Гардрейкер, і він відомий на всіх узбережжях цивілізованого світу як безжалісний пірат. Це високий, кремезний, широкоплечий чоловік з худим, як у яструба, жорстоким обличчям. Соломон Кейн полював на нього два роки після того, як «Гардрейкер» потопив корабель з дочкою старого друга Кейна, який збожеволів, почувши про смерть своєї дочки. Нарешті Кейн зустрівся з Гардрейкером і вбив його в Англії, де Гардрейкер займався контрабандою алкоголю разом із сером Джорджем Бенвеєм.

## Твори циклу
У цикл входять такі твори, в основному опубліковані в pulp-журналі «Weird Tales»:

### Оповідання
- Червоні тіні (англ. Red Shadows), серпень 1928;
- Черепи серед зірок (англ. Skulls in the Stars), січень 1929;
- Перестук кісток (англ. Rattle of Bones), червень 1929;
- Місяць черепів (англ. The Moon of Skulls), червень 1930 — липень 1930;
- Пагорби смерті (англ. Hills of the Dead), серпень 1930;
- Сходи вниз (англ. The Footfalls Within), вересень 1931;
- Крила в ночі (англ. Wings in the Night), липень 1932;
- Клинки братства (англ. Blades of the Brotherhood), 1968;
- Десниця долі (англ. The Right Hand of Doom), 1968;
- Замок диявола (англ. The Castle of the Devil), 1968; співавтор: Ремсі Кемпбелл;
- Діти Ашшура (англ. The Children of Asshur), 1968; співавтор: Ремсі Кемпбелл;
- Яструб Басті (англ. The Hawk of Basti), 1968; співавтор: Ремсі Кемпбелл;
- Чорні вершники смерті (англ. Death's Black Riders), 1968; незавершене.

### Вірші
- Одна чорна пляма (англ. The One Black Stain), 1962.
- Повернення сера Річарда Ґренвілла (англ. The Return of Sir Richard Grenville), 1968.
- Повернення Соломона Кейна додому (англ. Solomon Kane's Homecoming), перший варіант — 1936, другий варіант — 1971.

Повністю цикл був вперше опублікований у збірнику «Червоні тіні» (англ. Red Shadows, 1968).

## Адаптації

### Аудіо
Наразі існує три записи аудіокниг із оповіданнями та віршами Соломона Кейна, усі наразі можна придбати та завантажити через Audible. Існує одна безкоштовна постановка аудіодрами:
- «Дикі оповідання Соломона Кейна», повна аудіокнига зібраних оповідань Соломона Кейна, випущена Tantor Audio та розказана Полом Бемером,[1] спочатку доступна на компакт-диску (ISBN 1400142288 ).
- Нескорочений запис 2019 року французькою мовою, випущений Hardigan Audio та прочитаний Ніколя Планше.[2]
- Запис вірша «Повернення Соломона Кейна додому» 2013 року, виданий Spoken Realms Audio та прочитаний Гленном Гасколом.[3]

### Фільм
Davis-Films випустила екранізацію друкованих творів за сценарієм та режисурою Майкл Бассетта. Продюсерами фільму стали Семюель Гадіда, Пол Берроу та Кеван Ван Томпсон. Зйомки почалися в січні 2008 року в Чехії. У ролі Кейна зіграв Джеймс П'юрфой (Марк Антоній з Риму). Макс фон Сюдов грає батька Кейна, а Піт Постлтвейт, Еліс Крідж і Джейсон Флемінг — серед акторів другого плану. Патрік Татопулос, дизайнер створінь для Ґодзілли, Іншого світу, Сайлент Хіллу, Я — легенди та інших, концептуалізував монстрів, з якими Кейн бореться в битвах із силами зла. Фільм вийшов у Франції 23 грудня 2009 року, у Великій Британії 19 лютого 2010 року та в США 28 вересня 2012 року.

### Комікси
- У 1970-х і 1980-х роках компанія Marvel Comics випустила кілька коміксів із історією Соломона Кейна.
- На Comic Con 2006 було оголошено, що Paradox Entertainment завершила видавничу угоду з Dark Horse Comics для серії коміксів про Соломона Кейна, написану Скоттом Еллі, намальовану Маріо Геварою та розфарбовану Дейвом Стюартом.[5] Станом на 2012 рік було опубліковано три міні-серії: «Соломон Кейн», «Соломон Кейн: Чорні вершники смерті» та «Соломон Кейн: Червоні тіні».
- Андреа Кейн,[6] вигаданий мисливець на монстрів ХІХ століття в італійському коміксі Zagor був натхненний Соломоном Кейном.[7]
  - Хронологічно Андреа Кейн з'являється:
    - у виданнях Zagor, виданих Slobodna Dalmacija: 50 Morska strava, 51, Witch hunter, 52 Kraken.
    - у виданнях Zagor, виданих Ludens: 103 Cain's Return, 104 Atlantis, 105 The Hidden Fortress.

### Рольова гра
Pinnacle Entertainment Group опублікувала рольову гру, засновану на персонажі, що використовує систему правил Шалені світи, під назвою The Savage World of Solomon Kane (Шалений світ Соломона Кейна). Окрім правил гри, книга містить передісторію та короткий зміст оригінальних історій Говарда, а також оригінальну пригодницьку кампанію, в якій група мандрівників слідує шляхом Кейна і відвідує місця, що змінилися внаслідок дій Соломона. Pinnacle Entertainment Group також опублікувала кілька супутніх книг кампанії, які розширюють всесвіт Соломона Кейна. Загальний список книг включає:
- Шалений світ Соломона Кейна (Savage Worlds, S2P10400) 29 жовтня 2007 року. (ISBN 978-0979245589)
- Історії мандрівників (Пригоди Соломона Кейна, S2P10401), 18 серпня 2008 року. (ISBN 978-0981528168)
- Жорстокі вороги Соломона Кейна (Savage Worlds, S2P10402) 17 травня 2010 року. (ISBN 978-0982642702)
- «Шлях Кейна» (Соломон Кейн, «Дикі світи», S2P10403), 14 листопада 2011 р.(Книга не перевидавалася-доступ до неї обмежений). (ISBN 978-0982817582)

### Настільна гра
Mythic Games розробили сюжетну пригодницьку настільну гру під простою назвою «Соломон Кейн» на основі оригінальних історій і персонажів Роберта Е. Говарда. Гра була профінансована через краудфандингову платформу Kickstarter у липні 2018 року і з того часу перебуває в розробці, а перший випуск вийшов влітку 2020 року.
Ця настільна гра в стилі кооперації, де гравці представляють чесноти, які рухають Соломона Кейна вперед у його пошуках проти темряви. Різноманітні пригоди Кейна розповідаються в грі через одну або кілька дій, які розбиваються на менші розділи ігрового процесу. Це сценарії з кількома можливими наслідками та розгалуженими сюжетними арками, де гравці також мають шанс відійти від оригінальних історій Роберта Е. Говарда та натомість дослідити кілька сценаріїв «що було б», написаних Mythic Games.

### Скульптури, іграшки, мініатюри
Мініатюри Фернандо Руїса (FerMiniatures) продають скульптурну мініатюру Соломона Кейна, яку можна намалювати та показати або використати в рольовій грі. Ця мініатюра представляє Кейна в пуританському вбранні, оснащеному рапірою, кинджалом, пістолетами та міфічним посохом Соломона, подарованим йому шаманом Н'Лонґою.
Компанія Mezco Toyz створила фігурку Соломона Кейна для своєї лінійки One:12 Collective. Ця 17-сантиметрова фігурка одягнена в сорочку та жилет дворянина, плащ, штани авантюриста та чоботи вікінга. На поясі та знімних нагрудних ременях можна розмістити різні піхви зі зброєю. Він також має змінне волосся, змінні вирази обличчя, посох Соломона, кілька кинджалів і піхов, кремінний пістолет і кортик-меч.
У 2014 році Figures Toy Company створила іграшкову фігурку для Соломона Кейна. Ця 8-дюймова фігурка містить капелюх, меч і кремінний пістолет.
1998 року компанія Randy Bowen Designs створила бронзову скульптуру Соломона Кейна в холодному литті. Він заснований на образі з роману Роберта Е. Говарда «Дикі історії Соломона Кейна». Статуя в масштабі 1/9 повністю розфарбована. Скульптура поставляється зі змінними руками, які тримають меч або палицю Соломона. Він поставляється на чорній основі дисплея та пронумерований з обмеженого тиражу 550.

## Авторське право та торгова марка
Права на торгову марку імені Соломона Кейна та імен інших головних героїв Роберта Е. Говарда заявляє Paradox Entertainment зі Стокгольма, Швеція, через свою американську дочірню компанію Paradox Entertainment Inc. Paradox також претендує на авторські права на історії, написані іншими авторами за ліцензією Solomon Kane Inc. Оскільки Роберт Е. Говард опублікував свої оповідання про Соломона Кейна в той час, коли маркером була дата публікації, власники мали використовувати символ авторського права, і вони мали поновити через певний час, щоб зберегти авторське право, точний статус усіх робіт Говарда Соломона Кейна під питанням.
Проєкт «Гутенберг», наприклад, містить лише деякі з історій Роберта Е. Говарда, тоді як Project Gutenberg Australia має повніший вибір, що означає, що оповідання однозначно вільні від авторського права згідно з австралійським законодавством, тоді як можливість поновлення авторських прав позбавляє багатьох від включення критеріїв Project Gutenberg у Сполучених Штатах.
Подальші історії, написані іншими авторами, підпадають під дію законів про авторське право відповідного часу.

## Оповідання Соломона Кейна інших авторів

### Казки людей тіней
«Казки людей-тіней»— це антологічна серія за редакцією Жана-Марка Лоффісьє та Ренді Лоффісьє, де персонажі французької та міжнародної фантастики існують в одному всесвіті. «Казки про людей-тіней, том 3: Танець макабрик» включає історію під назвою «Серце Місяця» Метью Боу, у якій Соломон Кейн є одним із групи авантюристів, які відвідують вампірську столицю Февалю, Селену. «Казки про людей-тіней, том 4: Повелителі терору» включає оповідання під назвою «Анти-Папа Авіньйон» Міки Гарріса, у якому Соломон Кейн є головним героєм, який підтримує справу гугенотів в Авіньйоні.

### Сім'я Волда Ньютона
У книзі Філіпа Хосе Фармера «Док Севідж: його апокаліптичне життя» Фармер визначає Соломона Кейна як прямого предка авантюриста Дока Севіджа. Ця книга є частиною ширшого літературного уявлення про те, що (справжній) метеорит, який упав у Світовий Ньютон, графство Йоркшир, Англія, 13 грудня 1795 року, був радіоактивним і спричинив генетичні мутації в пасажирах автобуса, що проїжджав повз. На щастя, багато хто з цих окупантів також уже були героїчними. Див. сімейне дерево Саваж.

### Видимі речі
«Видимі речі» Пола Ді Філіппо, переказані молодим Коттоном Метером, розповідають про Соломона Кейна, який під час війни короля Філіпа прийшов на допомогу колоністам у Новій Англії.